# Лікурічу
Лікурічу (рум. Licuriciu) — село у повіті Телеорман в Румунії. Входить до складу комуни Келінешть.
Село розташоване на відстані 81 км на південний захід від Бухареста, 18 км на північний захід від Александрії, 113 км на схід від Крайови.

## Населення
За даними перепису населення 2002 року у селі проживали 739 осіб, усі — румуни. Усі жителі села рідною мовою назвали румунську.